# Giuseppe Di Giacomo

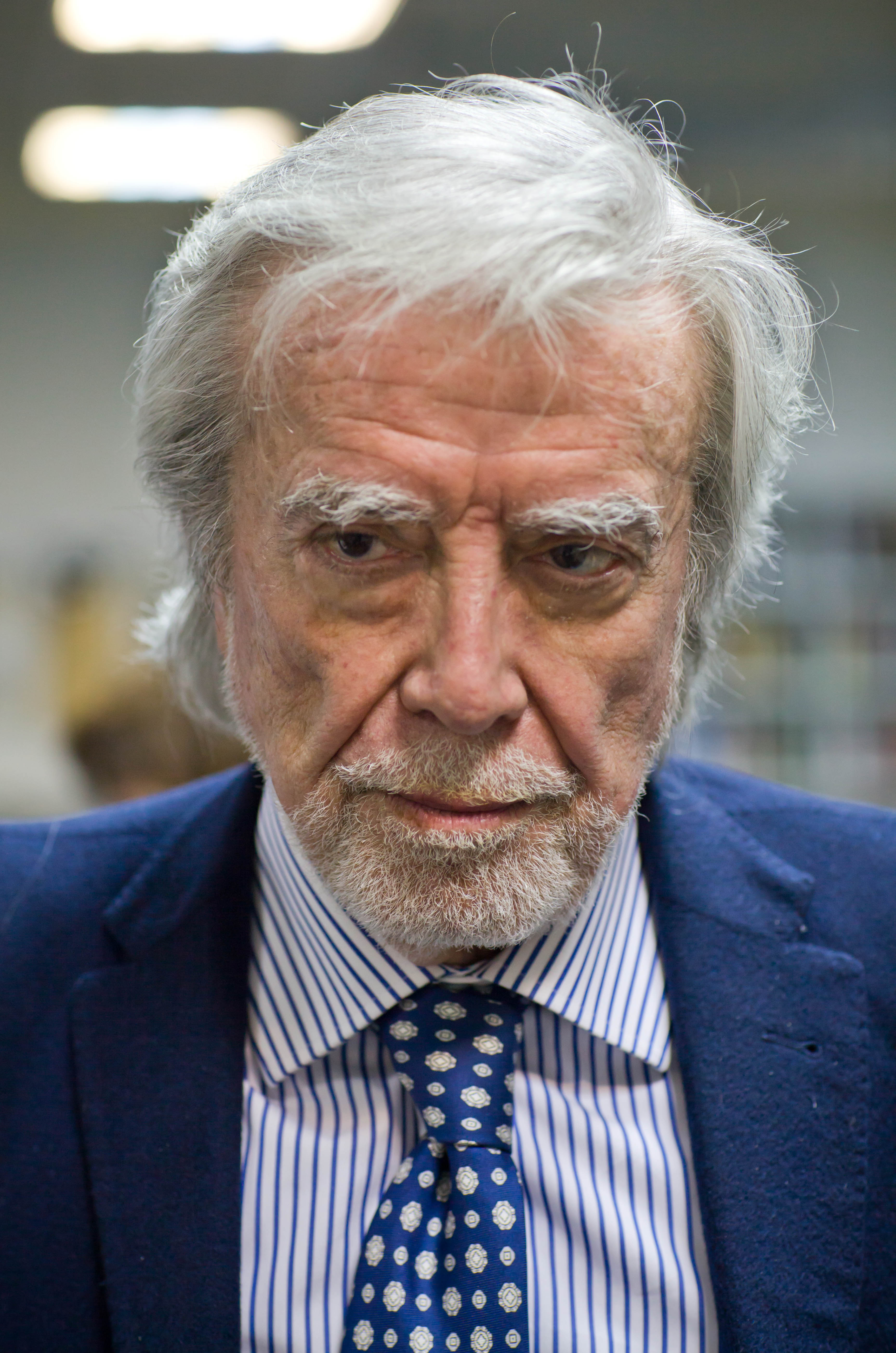
Giuseppe Di Giacomo (2019)

Giuseppe Di Giacomo (* 1. Januar 1945 in Avola, Piemont) ist ein italienischer Philosoph und Schriftsteller. Er ist Autor zahlreicher wissenschaftlicher Publikationen, die sich mit der Beziehung zwischen Ästhetik und Literatur, sowie mit dem Verhältnis zwischen Ästhetik und Kunst beschäftigen. Dabei nimmt Di Giacomo insbesondere Bezug auf die Kultur und moderne zeitgenössische Themen wie Abbild, Darstellung, den Zusammenhang von Kunst und Leben, das Gedächtnis und den Begriff des Zeugnisses.

## Leben
Während seiner Studienzeit unterrichtete Giuseppe Di Giacomo mehrere Monate in Mittelschulen, danach an verschiedenen Gymnasien. Er promovierte in Philosophie bei Emilio Garroni. 1976 erhielt er durch einen offenen Wettbewerb einen Vertrag als Dozent der Erkenntnistheorie an der Fakultät für Naturwissenschaften, Mathematik und Physik der Universität Parma. Dieser Vertrag wurde 1978 zum ständigen Lehrauftrag. Seit 1987 war er wissenschaftlicher Mitarbeiter an der Universität La Sapienza in Rom, 1993 wurde er dort außerordentlicher Professor und 2001 ordentlicher Professor für Ästhetik. An der gleichen Universität leitet er seit November 2012 das Museo Laboratorio di Arte Contemporanea (MLAC – Museumslaboratorium für zeitgenössische Kunst).
Er war Koordinator der Progetti di ricerca di interesse nazionale (PRIN) des Ministeriums für Unterricht, Universitäten und Forschung. Er ist ein Gründungsmitglied der Italienischen Gesellschaft für Ästhetik (SIE) und gehört dem wissenschaftlichen Beirat folgender Zeitschriften an:
- Paradigmi
- Studi di estetica
- Rivista di estetica
- Estetica. Studi e ricerche
- Comprendre. Revista catalana de filosofia

Mit Claudio Zambianchi edierte er die Anthologie Die Ursprünge der zeitgenössischen Kunst (2008; 4. Aufl. 2012). Für den Verlag Albo Versorio in Mailand gibt er die Reihe Forme del possibile. Estetica, arte, letteratura heraus. 

## Lehre
Di Giacomo zufolge soll man sowohl die Auslegung verweigern, die das Bild als einen Spiegel der Dinge sieht, wie auch die eine, die es nur als selbstreferentielles System von Zeichen betrachtet. Von seiner Lektüre von Ludwig Wittgenstein schließt man, dass die logische Darstellung etwas ist, das sich zeigt und das sich in diesem Zeigen und in dem „Anderen“ von der Sichtbarkeit der Darstellung selbst impliziert. So das Bild, indem es sich selbst vorstellt, stellt das Andere von dem Sichtbaren, von dem Darstellbaren: das Andere, das sich in dem Sichtbaren offenbart, indem es sich in ihm versteckt. Und so ist es, dass das Bild eine Ikone des Unsichtbaren wird. Doch unter dem Einfluss von Theodor W. Adorno setzt sich der tendenzielle Verlust an Figurativität des Bildes durch, sowohl das Weiterexistieren desselben Bildes; das Bild ist zugleich ein Ding und ein Unding: das ist die Paradoxie einer wirklichen Unwirklichkeit. Sie bezieht sich auf den Versuch, die zweischneidige Natur des Bildes in die Elemente zu trennen, die sie zusammensetzen: einen Teil in ein readymade, in dem die repräsentative Dimension sich in eine reine Vorstellungsdimension auflöst, und ein anderes Teil in ein mentales Bild, mit einer schwachen materiellen Unterstützung ausgestattet.
Heute sind die Bilder der neuen Medien Bilder von Bildern;  in diesem Sinne sind sie keine richtigen Bilder, sondern Simulationen, simulacra. Es ist kein Zufall, dass die digitalen Bilder als Reproduktionen, ein schlechtes Bildeswert haben; sie sich danach sehnen, den Anschein von etwas zu bekommen, und deshalb verlieren sie die Verbindung zwischen Transparenz und Opazität, die die authentischen Bilder charakterisiert. Daher stellt sich in der Tat die Frage, ob die neue Medien in der Lage sind, reale Bilder zu erzielen. Insbesondere findet man, in der Art von Kunst, die Adorno als modern definiert, die Überwindung dieser großen Epiphanie, die typisch für die Ikone ist, wo genau das Sichtbare der Manifestationsort des Unsichtbaren als das Absolute ist.
Was dabei herauskommt, ist dann eine Konzeption des Bildes, die bewusst von der Unmöglichkeit jeglicher Anspruch ist, das Reale zu erschöpfen und das Absolute zu offenbaren. Ein solches Bild kann nachgefragt werden, als Zeuge von etwas, das sich nicht in Bilder übersetzen lässt;  das Zeugen ist in der Tat etwas zu sagen, was sich nicht als Ganze erzählen werden lässt. In diesem Sinne fällt es nicht mit dem Gedächtnis als Konformität mit der Tatsache zusammen; es ist aber mit dem Ungedächtnis, das wir nicht als Ganze erinnern oder vergessen können, d. h. mit etwas, das weder vollständig sagbar noch unsagbar ist.
Der Zeuge spricht nur von der Unmöglichkeit zu sprechen. Das Bild gilt denn als Zeugnis, und es das Folgende bedeutet, dass der Versuch das Unsagbare zu sagen, eine unendliche Aufgabe ist; in diesem Sinn (auf diesem Grund) nimmt die Frage des Bildes an der ethischen Frage teil.  Das setzt die Tatsache auf, dass in dem Bild, insoweit es keine Vollendung gibt, gibt es sich keine Erlösung noch keine Versöhnung in Bezug auf die Realität. Von dieser  Perspektive aus, die Betrachtung der Bilder als Zeugnis dem Folgenden entspricht, die Bilder als ständigen Spannungsort zwischen Erinnerung und Vergessen zu sehen, und dann als Ausdruck des Sein-Sollens des Sinnes in einem Horizont, wie dem gegenwärtigen, in dem immer mehr sowohl die Erde wie die Kunst auf dem Unsinn aufgegeben werden scheinen. Dies bedeutet, dass in dem Bild gibt es keine Perfektion, keine Erlösung und keine Appeasement dem Realen gegenüber. Von diesem Standpunkt aus, bleiben die Bilder als Zeugnis und als Ort der Spannung immer ungelöst.

## Wichtigste Publikationen
- Dalla logica all'estetica. Un saggio intorno a Wittgenstein, Pratiche, Parma, 1989.
- Icona e arte astratta. La questione dell'immagine tra presentazione e rappresentazione, Centro internazionale studi di estetica, Palermo, 1999.
- Estetica e letteratura. Il grande romanzo tra Ottocento e Novecento, Laterza, Rom-Bari, 1999 (4ª ed. 2010).
- Introduzione a Paul Klee, Rom-Bari, Laterza, 2003.
- Narrazione e testimonianza. Quattro scrittori italiani del Novecento, Mimesis, Mailand-Udine, 2012. ISBN 978-88-575-1180-1.
- Malevič. Pittura e filosofia dall'Astrattismo al Minimalismo, Carocci, Roma, 2014.
- Fuori dagli schemi. Estetica e arti figurative dal Novecento a oggi, Laterza, Roma-Bari, 2015. ISBN 978-88-581-2089-7.

## Online-Publikationen
- Art and Perspicuous Vision in Wittgenstein’s Philosophical Reflection
- L’immagine-tempo da Warburg a Benjamin e Adorno (PDF; 124 kB)
- Icona e arte astratta (PDF; 221 kB)